# Oleq Panyutin
Oleq Panyutin (10 de mayo de 1983) es un deportista azerbaiyano que compitió en atletismo adaptado. Ganó cuatro medallas en los Juegos Paralímpicos de Verano entre los años 2004 y 2012.

## Palmarés internacional
| Juegos Paralímpicos | Juegos Paralímpicos   | Juegos Paralímpicos | Juegos Paralímpicos   |
| Año                 | Lugar                 | Medalla             | Prueba                |
| ------------------- | --------------------- | ------------------- | --------------------- |
| 2004                | Atenas (Grecia)       | Medalla de oro      | Salto de longitud F12 |
| 2008                | Pekín (China)         | Medalla de bronce   | Salto de longitud F12 |
| 2012                | Londres (Reino Unido) | Medalla de oro      | Triple salto F12      |
| 2012                | Londres (Reino Unido) | Medalla de bronce   | 4 × 100 m T11-13      |